# Марфино (Воскресенський район)
Марфино (рос. Марфино) — присілок в Воскресенському районі Нижньогородської області Російської Федерації.
Населення становить 267 осіб. Входить до складу муніципального утворення Нахратовська сільрада.

## Історія
Від 2009 року входить до складу муніципального утворення Нахратовська сільрада.

## Населення
| 1999 | 2002 | 2010 |
| ---- | ---- | ---- |
| 238  | ↗272 | ↘267 |